# Élisabeth-Auguste de Palatinat-Soulzbach
Élisabeth-Auguste de Palatinat-Soulzbach (17 janvier 1721 – 17 août 1794) est la petite-fille aînée de l'électeur du Palatinat Charles III Philippe du Palatinat, et, par son mariage à l'électeur Palatin Charles IV Théodore, électrice Palatin et plus tard électrice de Bavière.

## Biographie
Élisabeth-Auguste est la fille de Joseph Charles de Palatinat-Soulzbach (1694-1729) et d'Élisabeth-Auguste de Palatinat-Neubourg (1693-1728), fille de Charles III Philippe du Palatinat. Le 17 janvier 1742, elle épouse son cousin Charles-Théodore de Palatinat-Soulzbach, qui devient électeur du Palatinat en 1742 et électeur de Bavière en 1777. 
Le mariage est arrangé, pour éviter une contestation possible de l'héritage entre les différentes branches de la famille. Tandis que Charles Théodore est décrit comme étant intéressé par la philosophie des lumières, Élisabeth-Augusta est décrite comme vive, avec le plaisir d'aimer, mais aussi inculte et peu profonde. Au cours de la première moitié de leur mariage, elle dit avoir dominé son conjoint, et pendant la Guerre de Sept Ans, elle exerce une influence sur la politique étrangère. En 1760, cependant, il est signalé que Charles-Théodore commence à se libérer de sa domination.
Élisabeth-Auguste n'a qu'un seul enfant, un fils (baptisé François-Louis-Joseph), le 28 juin 1762, vingt ans après leur mariage ; mais, longtemps attendu, ce fils, héritier du Palatinat, meurt un jour seulement après sa naissance. Le couple a par la suite largement vécu séparé, chacun menant sa propre vie amoureuse. Mais le divorce n'a jamais été envisagé. En 1764, Charles Théodore a officiellement une maîtresse, la danseuse Françoise Despres-Verneuil, à qui succède Josefa Seiffert en 1766, ce qui est une humiliation pour Élisabeth-Auguste.
Élisabeth-Auguste fixe à sa propre résidence du château von Oggersheim, où elle vit en permanence avec sa propre cour depuis 1768, faisant seulement des visites officielles à la cour de son époux, en hiver. Après 1781, elle cesse ces visites. Elle n'aime pas la cour de Bavière, qu'elle considère comme trop spartiate pour son goût. Elle est très populaire dans le Palatinat, en particulier depuis que Charles Theodore s'était installé en Bavière en 1777. 

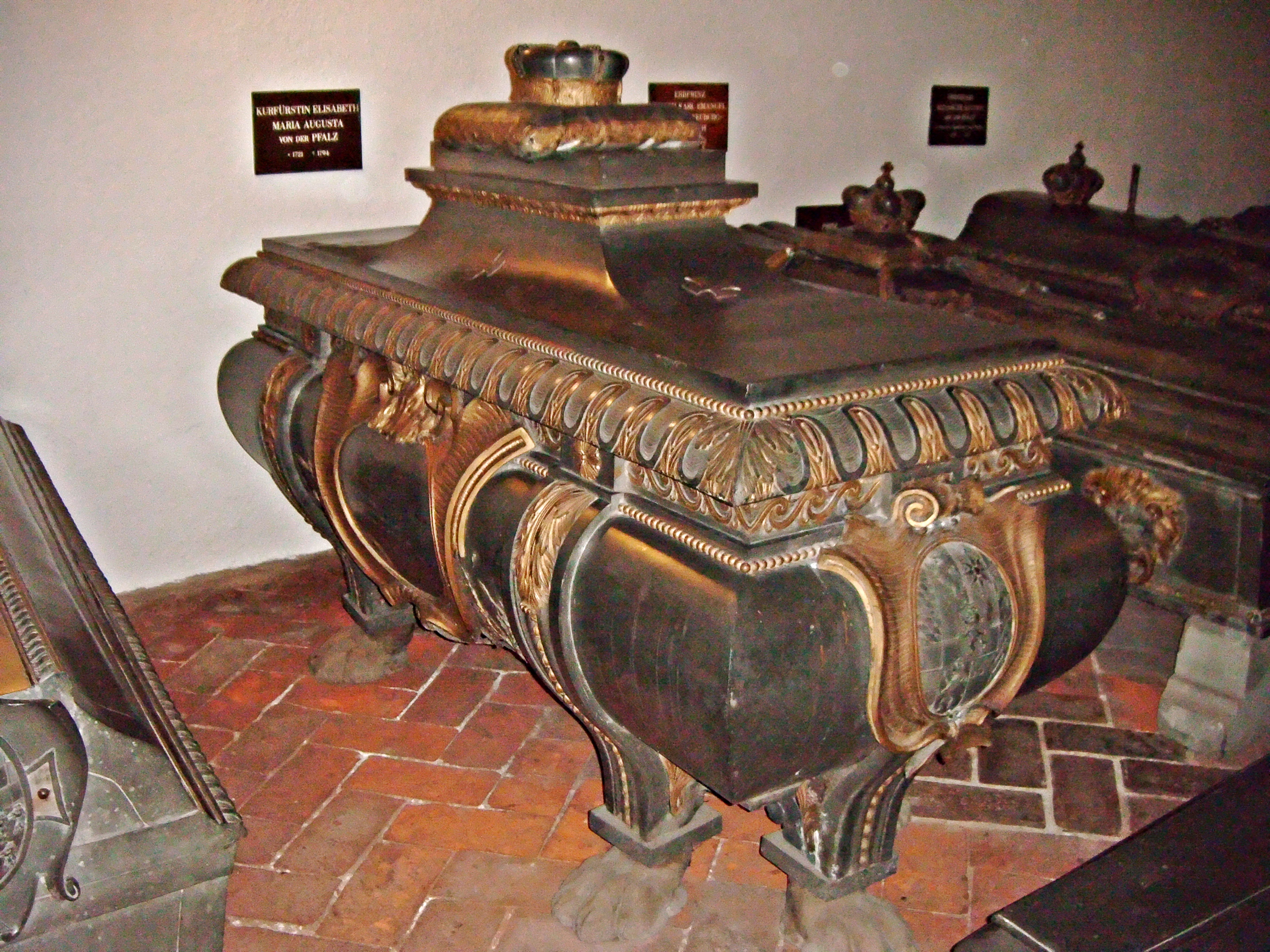
Sépulture d'Élisabeth-Auguste dans l'église Saint-Michel de Munich.

À la fin de 1793, fuyant l'avance des troupes françaises, Élisabeth-Auguste se réfugia à Weinheim, où elle meurt en 1794. Son mari épouse en secondes noces Marie-Léopoldine de Modène.

## Descendance
- François Louis Joseph de Palatinat-Soulzbach (28 juin 1762 – 29 juin 1762) mort en bas âge.